# Урбах (Ремс)
Урбах (нем. Urbach) — община в Германии, в земле Баден-Вюртемберг.
Подчиняется административному округу Штутгарт. Входит в состав района Ремс-Мур. Население составляет 8657 человек (на 31 декабря 2010 года). Занимает площадь 20,76 км².